# آماندا سورنسن
آماندا سورنسن (انگلیسی: Amanda Sørensen؛ زادهٔ ۱۸ نوامبر ۱۹۸۵) دوچرخه‌سوار زن اهل دانمارک است.